# Kembs
Kembs é uma comuna francesa na região administrativa de Grande Leste, no departamento Alto Reno. Estende-se por uma área de 16,48 km². Em 2010 a comuna tinha 5 475 habitantes (densidade: 332,2 hab./km²).